# Hrabstwo Cedar (Iowa)

Piramida wieku hrabstwa

Hrabstwo Cedar – hrabstwo położone w USA w stanie Iowa z siedzibą w mieście Tipton. Założone w 1837 roku.

## Miasta
| - Bennett - Clarence - Durant - Rochester (CDP) | - Lowden - Mechanicsville - Stanwood | - Tipton - West Branch - Wilton |

## Gminy
| - Cass - Center - Dayton - Fairfield - Farmington | - Fremont - Gower - Inland - Iowa - Linn | - Massillon - Pioneer - Red Oak - Rochester - Springdale | - Springfield - Sugar Creek |

## Drogi główne
- Interstate 80
- U.S. Highway 6
- U.S. Highway 30
- Iowa Highway 38
- Iowa Highway 130

## Park Narodowy
- Herbert Hoover National Historic Site

## Sąsiednie hrabstwa
- Hrabstwo Jones
- Hrabstwo Clinton
- Hrabstwo Scott
- Hrabstwo Muscatine
- Hrabstwo Johnson
- Hrabstwo Linn